# WataMote
Watashi ga Motenai no wa Dō Kangaete mo Omaera ga Warui! (яп. 私がモテないのはどう考えてもお前らが悪い！ Ватаси га мотэнай но ва до: кангаэтэмо омаэра га варуй!, «Как ни посмотри — в моей непопулярности виноваты вы!»), также известна как WataMote (яп. ワタモテ ВатаМотэ) — манга в жанре комедия, созданная Нико Танигавой в 2011 году и адаптированная как аниме-сериал в 2013 году студией Silver Link.

## Сюжет
Пятнадцатилетняя Томоко Куроки хорошо разбирается в отомэ-играх, аниме и лайт-новеллах. Томоко с нетерпением ждёт перевода в старшие классы — ведь там, благодаря большому опыту общения (в видеоиграх), она сможет стать душой любой компании. Реальность оказывается несколько иной, ведь на самом деле Томоко — нелюдимая одиночка, которая не может свободно разговаривать с людьми, кроме своей семьи и единственной подруги. Поняв, что одноклассники не спешат становиться её друзьями, героиня решает, что с этим нужно что-то делать. Манга повествует о попытках Томоко хоть как-то наладить свою социальную жизнь. Однако из-за замкнутости, некоторой циничности и детской непосредственности Куроки все эти попытки оборачиваются целой чередой забавных и неловких ситуаций.

## Персонажи
Томоко Куроки (яп. 黒木 智子 Куроки Томоко)
Главная героиня, ученица старших классов. Одинока, стеснительна, боится общения с людьми. Очень часто витает в мире собственных фантазий и полностью лишена навыков общения — в результате часто ведет себя неадекватно. Томоко враждебно думает об окружающих, но вместе с тем очень радуется, когда на неё обращают внимание (хотя часто не проявляет это внешне). Любит играть в видеоигры и сидеть в интернете, из-за чего постоянно недосыпает и ходит с мешками под глазами. Поскольку весь опыт социальной жизни Томоко ограничивается аниме и отомэ-играми, она часто пытается действовать в соответствии с принятыми в них стереотипами, однако подобный подход не приносит ничего хорошего. Она также немного извращенка.
Сэйю: Идзуми Китта
Томоки Куроки (яп. 黒木 智貴 Куроки Томоки)
Младший брат Томоко, младше её примерно на год. Нападающий школьной футбольной команды. Спокойно воспринимает каждое новое чудачество со стороны сестры. Часто не может понять, чего же та на самом деле хочет, что приводит к конфликтным ситуациям. Иногда дело заканчивается дракой. Несмотря ни на что, в глубине души любит сестру, хоть и не показывает виду. В отличие от Томоко, не страдает от отсутствия общения — у него есть друзья и подруги среди одноклассников.
Сэйю: Юити Накамура
Ю Нарусэ (яп. 成瀬 優 Нарусэ Ю:)
Единственная подруга Томоко в средней школе. Томоко помнила её как невзрачную девочку-зубрилку в очках, однако Ю очень изменилась, перейдя в старшие классы. Чтобы стать популярной, Ю изменила свою внешность: перекрасила волосы, перешла на контактные линзы, начала пользоваться косметикой и женственно одеваться. Тем не менее она по-прежнему увлекается аниме и считает Томоко своей лучшей подругой — ведь с ней она всё ещё может быть собой. У Ю есть парень, что очень сильно портит Томоко настроение.
Сэйю: Кана Ханадзава
Ки (яп. きーちゃん Ки:-тян)
Двоюродная сестра Томоко, учится в первом классе средней школы. Раньше Томоко была для неё образцом «клёвой старшей сестры», однако со временем их отношения стали меняться. Томоко отчаянно пытается сохранить уважение Ки-тян, что, как обычно, оканчивается неудачно. Со временем Ки-тян начинает воспринимать кузину скорее как объект для жалости, а не восхищения.
Сэйю: Риэ Кугимия
Мэгуми Имаэ (яп. 今江 恵美 Имаэ Мэгуми)
Президент студенческого совета в школе Томоко, на год её старше. Довольно доброжелательна к Томоко.
Сэйю: Ай Нонака

## Музыка
Опенинг — Кономи Судзуки и Kiba of Akiba — «Watashi ga Motenai no wa Dō Kangaete mo Omaera ga Warui!»

Эндинг — Идзуми Китта — «Dō Kangaete mo Watashi wa Warukunai.» (во второй серии — Velvet.kodhy — «Musō Renka»; в пятой серии — Velvet.kodhy — «Yoru no Tobari yo Sayōnara»; в шестой серии — Utsu-P & Minatsukitoka — «Natsu Matsuri» (в исполнении Хацунэ Мику); в одиннадцатой серии — Velvet.kodhy и Velvet.kodhy Toto — «Sokora no Chaku-Gurumi no Fūsen to Watashi»).